# Jean Dunand
Jean Dunand (Lancy, 20 de mayo de 1877-París, 7 de junio de 1942) fue un pintor, escultor, decorador de interiores y diseñador suizo naturalizado francés. Exponente del estilo art déco, trabajó especialmente el metal y la laca.

## Biografía

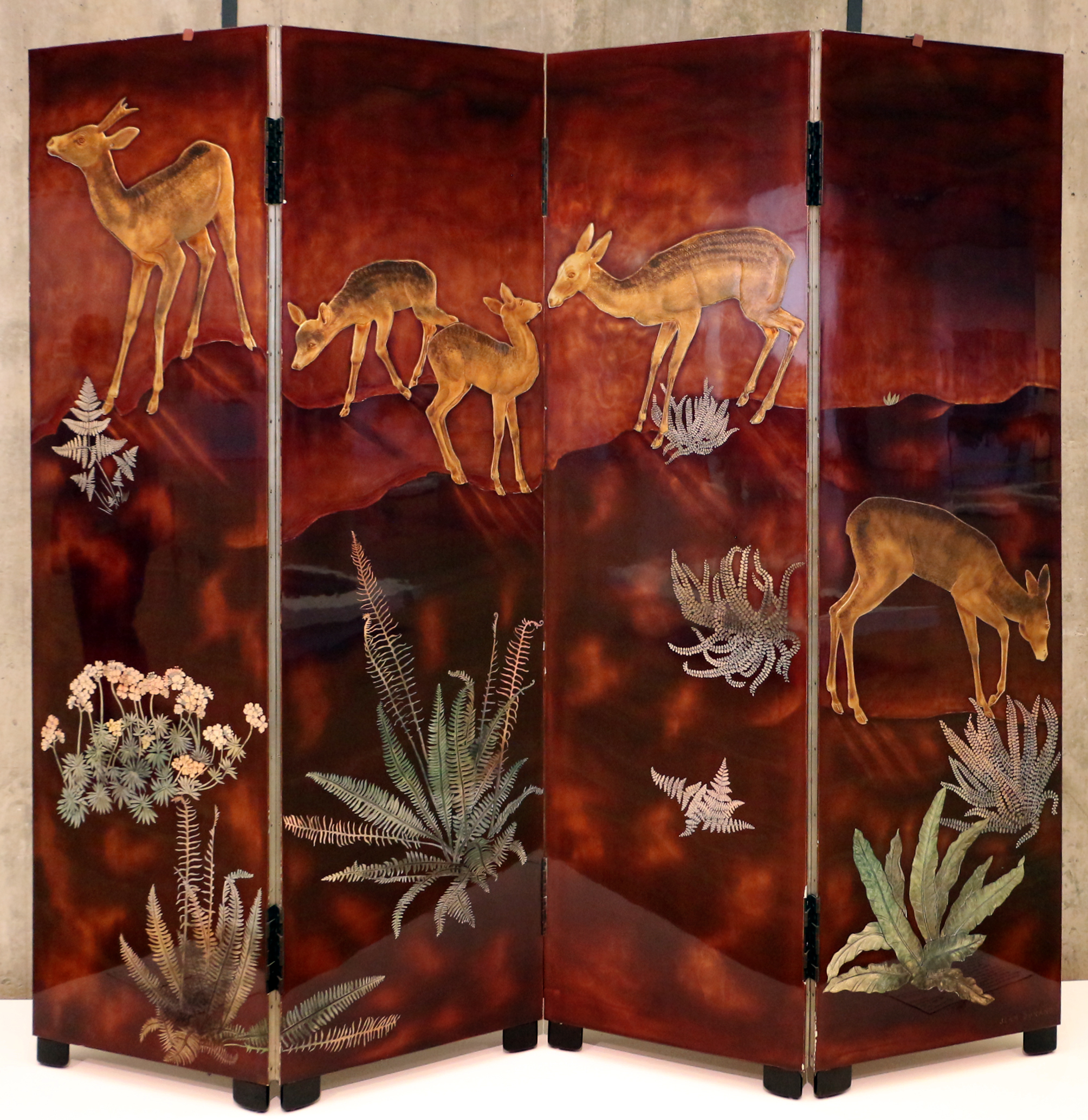
Biombo, Museo Calouste Gulbenkian, Lisboa.

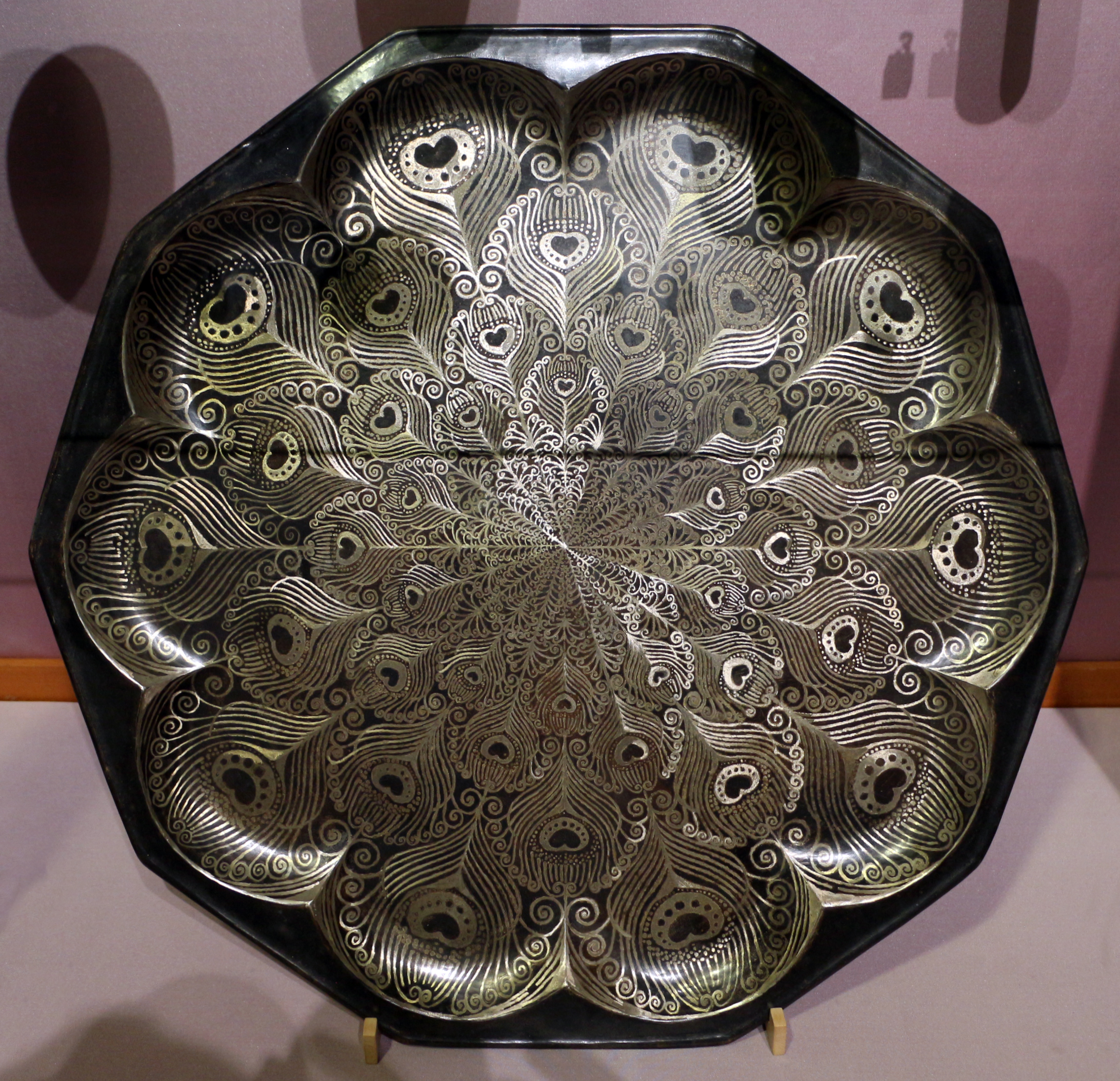
Plato de níquel plateado con decoración de plumas de pavo real (1914), Museo de Orsay, París.

Estudió en la Escuela de Artes Decorativas de Ginebra. Se estableció en Francia en 1897, nacionalizándose francés en 1922. En sus inicios se dedicó a la escultura, pero desde 1902 se centró en las artes decorativas. Evolucionó desde un cierto naturalismo hacia el art déco. Fue autor de piezas de metal y laca, con un diseño geométrico, generalmente jarrones incrustados de oro, plata, esmalte u otros materiales.